# Apcheronsk
Apcheronsk (en russe : Апшеронск) est une ville du kraï de Krasnodar, en Russie, et le centre administratif du raïon Apcheronski. Sa population s'élevait à 39 488 habitants en 2020.

## Géographie
Apcheronsk est arrosée par la rivière Pchekha, dans le bassin du Kouban, et se trouve à 34 km au sud-ouest de Maïkop, capitale de la république d'Adyguée, à 66 km au nord-ouest de Touapse, sur la mer Noire, à 87 km au sud-est de Krasnodar et à 1 266 km au sud de Moscou.
Par la route, Apcheronsk est à 45 km de Maïkop et à 113 km de Krasnodar.

## Histoire
Fondée en 1863, Apcheronsk fut d'abord une stanitsa pour les membres du régiment d'Apcheron de l'armée impériale russe. Le nom du régiment comme celui de la ville actuelle proviennent de la péninsule d'Apcheron, dans l'actuel Azerbaïdjan, où Pierre le Grand avait conduit une campagne militaire en 1722-1723 contre la Perse.
Le village, qui s'appela tout d'abord Apcheronskaïa (russe : Апшеронская), reçut le statut de commune urbaine en 1939, puis celui de ville en 1947. Apcheronskaïa fut alors renommé Apcheronsk.
Le 6 septembre 2008, fut inauguré le cimetière militaire allemand d'Apcheron, où doivent être rassemblés les restes de tous les militaires allemands morts dans le Caucase et la tête de pont du Kouban, au cours de la Seconde Guerre mondiale. Situé à 12 km de la ville, le cimetière couvre 3,1 hectares et compte 6 000 tombes. Il est géré par le Volksbund Deutsche Kriegsgräberfürsorge.

## Population
Recensements ou estimations de la population
| 1939*  | 1959*  | 1970*  | 1979*  | 1989*  | 2002*  |
| ------ | ------ | ------ | ------ | ------ | ------ |
| 22 525 | 29 837 | 32 867 | 33 324 | 34 505 | 39 608 |

| 2010*  | 2012   | 2013   | 2014   | 2015   | 2016   |
| ------ | ------ | ------ | ------ | ------ | ------ |
| 40 225 | 40 287 | 40 266 | 40 199 | 40 244 | 40 349 |

| 2017   | 2018   | 2019   | 2020   | - | - |
| ------ | ------ | ------ | ------ | - | - |
| 40 239 | 40 016 | 39 762 | 39 488 | - | - |

## Économie
L'économie d'Apcheronsk repose sur le travail du bois (production de bois d'œuvre, de contreplaqué, de placages, de parquet, d'emballage, etc.), les produits alimentaires, l'équipement de bureau, les instruments de musique.

## Personnalité liées à la commune
- Vera Kachcheïeva (1922-1975), Héroïne de l'Union soviétique, y est morte.